# Jaray
Jaray es una localidad española del municipio de Almenar de Soria, perteneciente a la provincia de Soria, en la comunidad autónoma de Castilla y León. Se encuentra en el extremo nororiental de la comarca de Campo de Gómara y pertenece al partido judicial de Soria.

## Toponimia
Existen las siguientes teorías sobre el origen del topónimo Jaray:
- Origen árabe:
  - Jaray es un hidrónimo, proveniente de la palabra árabe 'Sahrij' (صهريج) (estanque, balsa, alberca,). Hasta hace pocos años existía en Jaray, entre la carretera C-101, la Fuente Nueva y la báscula, un estanque permanente de agua, que solo se secaba durante algunos veranos especialmente calurosos y secos, hoy en día artificialmente desecado, conocido como "La Balsa". La palabra original 'Sahrij' evolucionó a Xarahe[1] (pronunciado 'sharahe') y posteriormente a Xaray (pronunciado 'sharay').  Por una evolución en la pronunciación del idioma, la letra x que representaba el sonido 'sh' pasó a pronunciarse como la 'j' actual. Por lo tanto, Xaray pasó a pronunciarse Jaray, pero siguió escribiéndose Xaray. Tras las reformas ortográficas del siglo XVIII, se decidió incluir en el alfabeto castellano la letra j, que no existía en el mismo hasta entonces, con el fin de sustituir la letra x cuando esta se pronunciaba como la j actual. De este modo, la primitiva palabra árabe Sahrij tomó la grafía castellana definitiva Jaray. De la misma palabra árabe proviene la palabra catalana safareig (lavadero) y su derivada xafarder (chafardero), que hace referencia a la labor social que realizaban antaño los lavaderos públicos, en los que se aprovechaba la actividad de lavar la ropa para reunirse, hablar y, dado el caso, chismorrear (de ahí el significado de chafardero). Con la misma raíz árabe tenemos en Marruecos la madrasa Sahrij  en Fez (madrasa del estanque) y el Sahrij (estanque) que forma parte del sistema de distribución de agua de la ciudad de Mequínez.
  - Jaray es un hidrónimo, proveniente de la palabra árabe 'شراب Xarab' (bebida). El término árabe evolucionó a 'Xarahe', primer nombre con el que aparece referenciado en los escritos Jaray,[1] palabra de la que se deriva el vocablo castellano jarabe.
  - Jaray proviene de la palabra Jarea, castellanización del término Xarea o Xaria, procedente del árabe al-musallà o saria. Este término fue el más utilizado en Occidente para designar el “oratorio al aire libre” o lugar donde se congregaba el pueblo para realizar la oración en común en determinadas festividades. La Xarea se hallaba delante de alguna de las puertas principales de las ciudades islámicas, y en ella o en la muralla inmediata se abría un nicho (Nichar) o pequeño mihrab que centraba la atención de los fieles. En las a fueras de Jaray, en el cerro de la Torre, existe un oratorio semirrupestre, con un arco de herradura excavado en la roca.[2]

- Origen castellano:
  - Utilizado como sustantivo, Jaray puede significar hórreo, granero tal como recoge el censo de población de la Corona de Castilla del año 1594.

- Origen vasco:
  - También puede proceder del euskera Garay (o Garai) que puede significar varias cosas entre otras "lugar elevado" (de gara = elevación, altura),  pues muy próximo al pueblo hay una pequeña sierra a la que puede aludir. Ciertas grafías originales del Padrón de Soria y aldeas de su término de 1270 podrían reflejar rasgos fonéticos y articulatorios vascos.[3] En el caso concreto del original Xarahe, presenta una aspiración del fonema /H/, fenómeno característico del vasco alavés. Según Luis Michelena[4] la aspiración de /H/ fue común, en principio, a todos los dialectos vascos, pero se conservó hasta bastante tarde en la parte occidental (Álava, Rioja, Vizcaya), hasta el siglo XIII inclusive. La pérdida de la aspiración pudo haber empezado por la Alta Navarra, donde dicha pérdida fue más antigua, en contacto con el romance aragonés.

## Medio ambiente y recursos naturales
En su término e incluidos en la Red Natura 2000 los siguientes lugares:
- Zona Especial Protección de Aves conocida como Altos Campos de Gómara ocupando 4089 hectáreas, el 48% de su término.[5]

- Coto de caza de Jaray. 3.009 hectáreas. Especies cinegéticas permanentes por orden de importancia: Liebre, conejo y algo de perdiz. Especies cinegéticas de paso o parada: codorniz. No está permitida la caza de jabalí. Está identificado por la matrícula SO-10244. Incluye parte del término municipal de Jaray, Castejón del Campo y Cardejón.

Recursos hídricos:
- Río Rituerto (afluente del río Duero) y Río Araviana (afluente del río Rituerto).

- Arroyos de La Mota y de Los Tuertos.

- Fuente de Los Berrales

- Paraje de La Presa

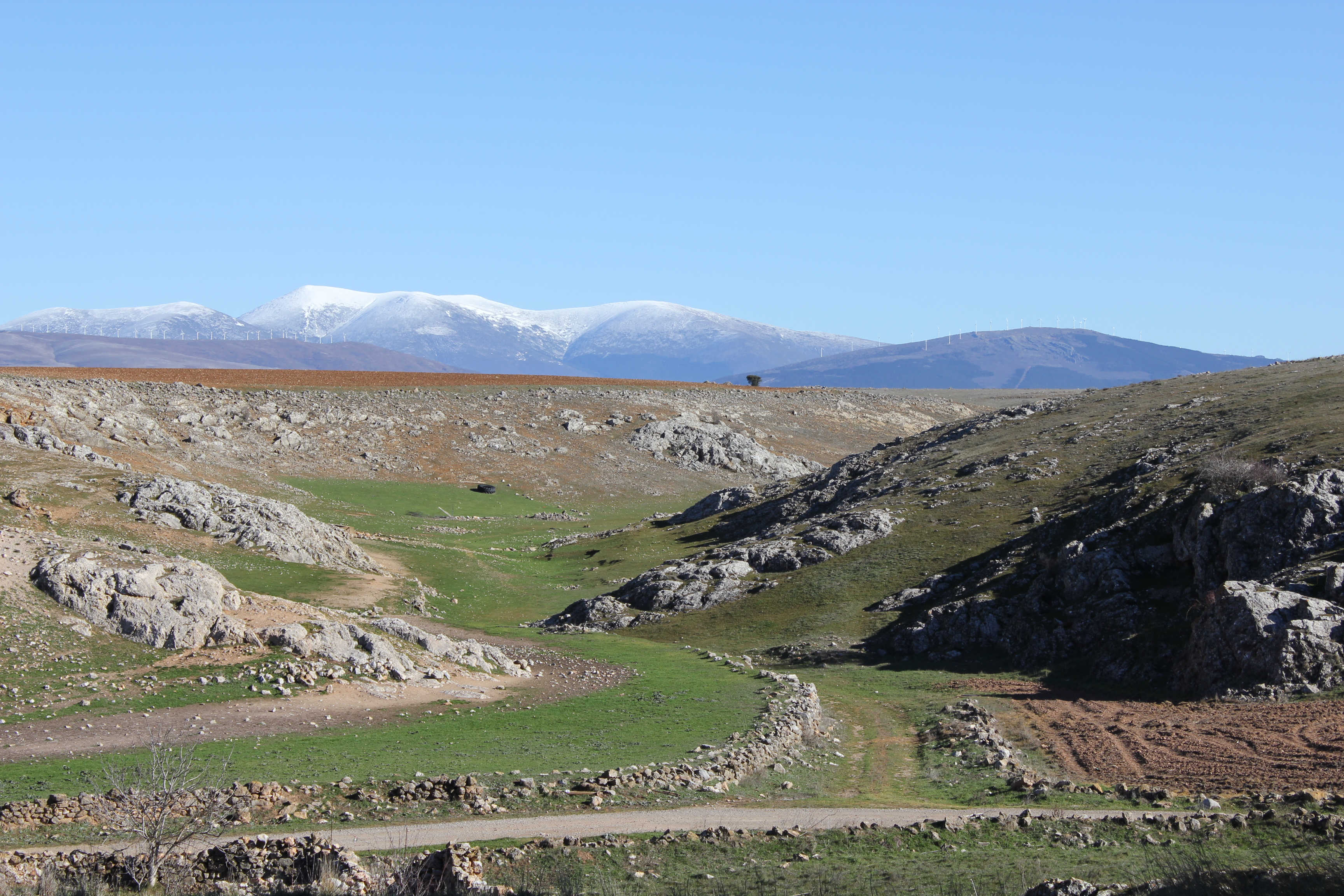
La cañada, con el Moncayo nevado

## Comunicaciones
- Jaray es atravesado por la carretera autonómica CL-101, que interseca a escasos dos kilómetros de Jaray con la carretera nacional N-234.

- Desde Jaray puede accederse por pistas de grava y tierra a Castejón del Campo, Pinilla del Campo, Tajahuerce e Hinojosa del Campo.

## Historia
Durante la dominación musulmana de la península ibérica, Jaray, como el resto del Campo de Gómara, se encontraba en la línea fortificada de la Frontera Media musulmana.
Reconquistado el territorio por Alfonso I de Aragón en 1.119, Jaray (denominado Xarahe en ese momento) se constituye en aldea de Soria, dentro del Sexmo de Arciel, uno de los cinco sexmos (Frentes, Lubia, Arciel, Tera y San Juan) en los que estaba dividida la Comunidad de Villa y Tierra de Soria, como parroquia diezmera de la Colación de San Clemente, junto con Mazalvete, Fuensauco, Trigocernido, Castellanos de la Sierra y Andava.
A Jaray se vincula el linaje de los Morales, perteneciente a Los Doce Linajes de Soria. Dentro de la iglesia se encuentra la capilla de los Morales de Castejón, en la que una lápida del año 1.500 indica que están enterrados Don Velasco Morales y su esposa Sancha González de Castejón.

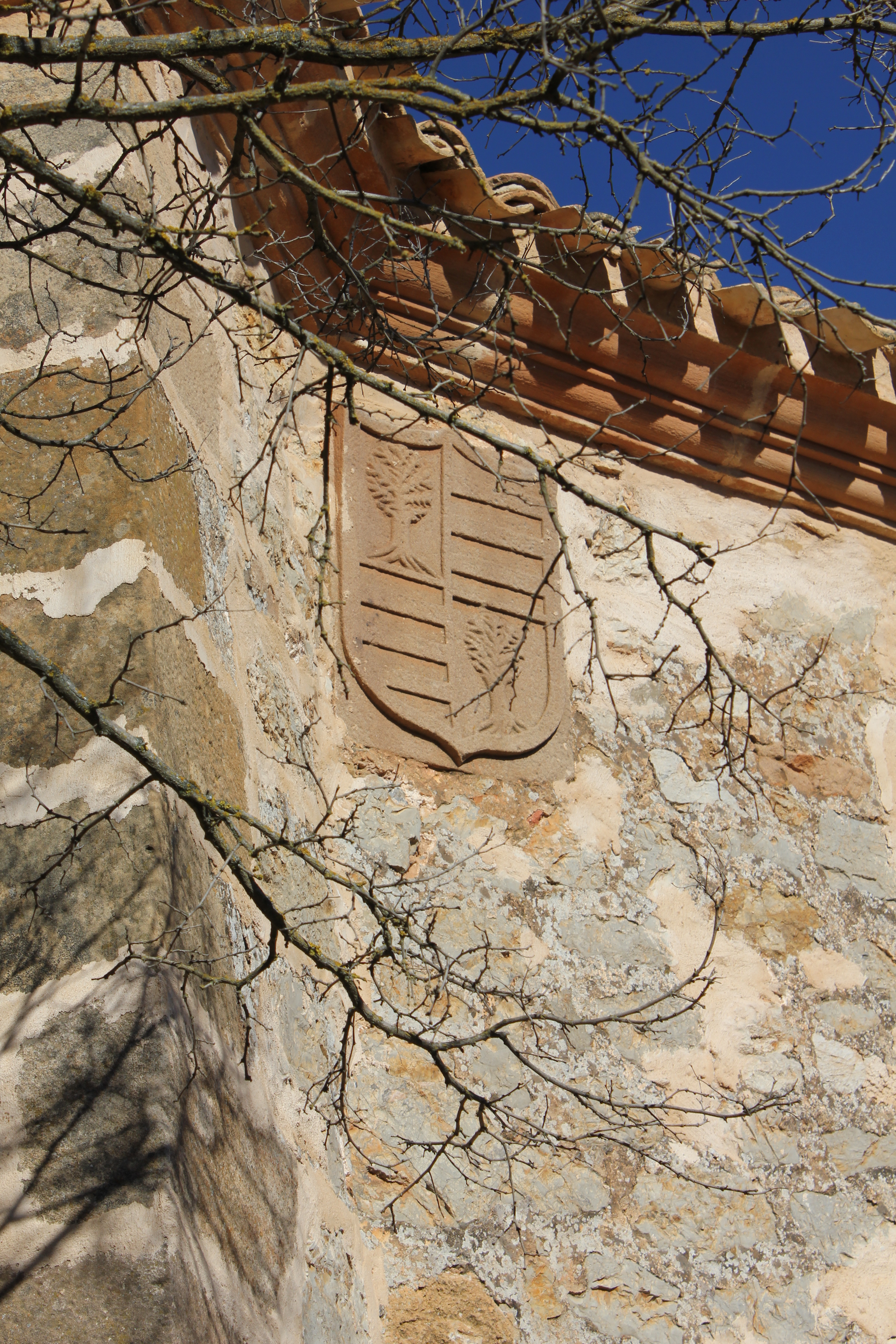
Iglesia de Santo Tomás Apóstol: escudo de los Morales

El Censo de Pecheros de 1528, en el que no se contaban eclesiásticos, hidalgos y nobles, registraba la existencia de 40 pecheros, es decir unidades familiares que pagaban impuestos. En el documento original figuraba como Xaray.
A la caída del Antiguo Régimen la localidad se constituye en municipio constitucional en la región de Castilla la Vieja, partido de Ágreda.
El 4 de junio de 1969 este municipio desaparece integrándose en Almenar de Soria.

## Demografía
| Gráfica de evolución demográfica de Jaray entre 1842 y 1960 |
| |
| Población de derecho según los censos de población del INE Población de hecho según los censos de población del INEEntre el censo de 1970 y el anterior, este municipio desaparece porque se integra en el municipio 42022 (Almenar de Soria) |

## Economía
- Jaray se encuentra dentro del ámbito de acción de la asociación comarcal sin ánimo de lucro Proyecto Noreste de Soria (proynerso) que promueve el desarrollo social y económico de la zona noreste de Soria.

- La economía gira en torno al monocultivo del cereal y el pastoreo extensivo del ganado ovino.

- Casa rural Centro Rural Alba.

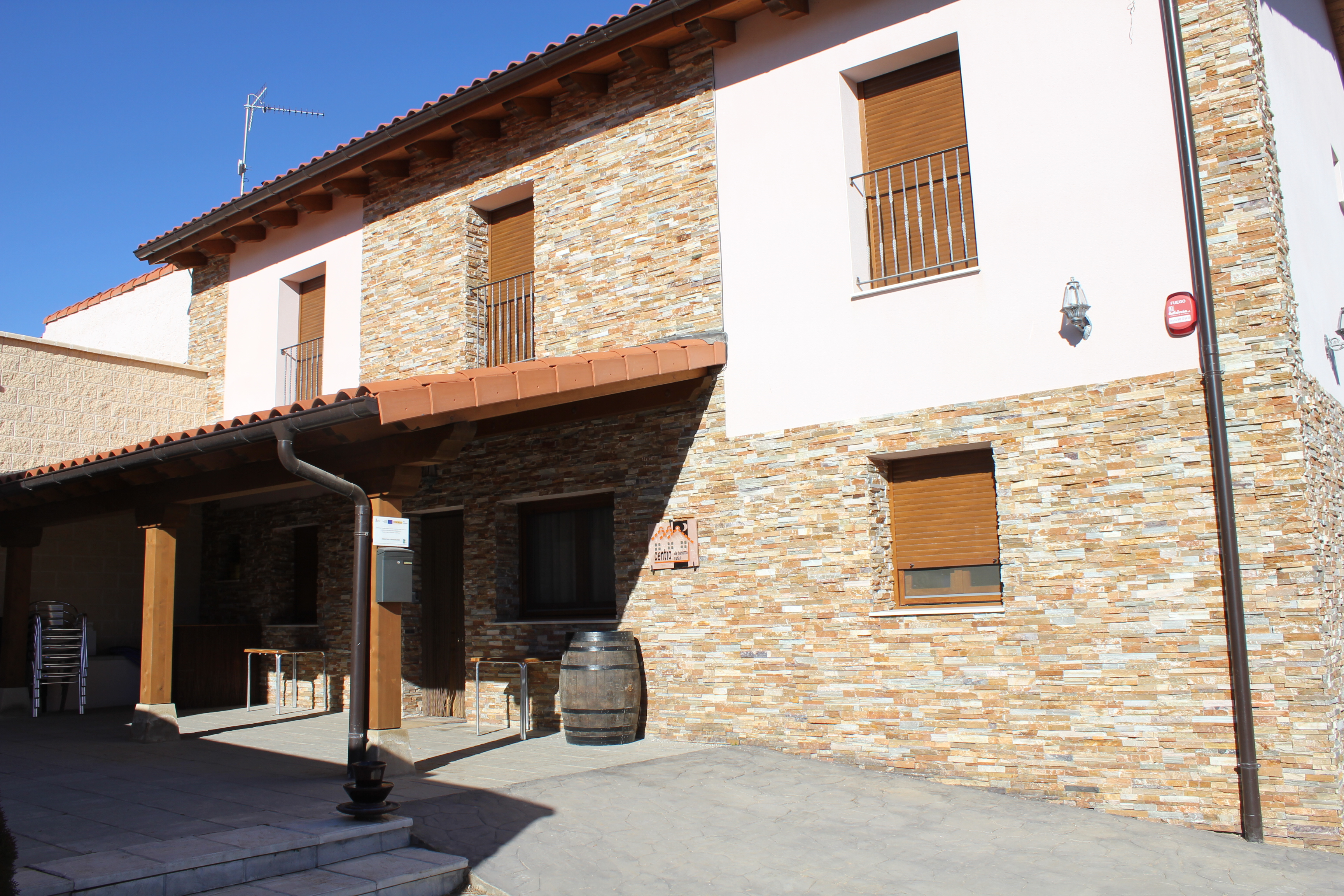
Centro rural Alba

## Obra civil y patrimonio artístico
- Torreón e Iglesia semirrupestre mozárabe. Se conservan a las afueras del casco urbano, en un cerro,  restos de un antiguo torreón de origen árabe, en un cerro a las afueras de Jaray. Forma parte del conjunto de Torreones Islámicos del siglo X - XI que se encuentran a lo largo de la cuenca del río Rituerto. El torreón de Jaray formaba parte del sistema defensivo de la frontera cristiano - musulmana durante el siglo X y su función fue la de vigilancia y refugio de los pobladores en caso de asedio. Si bien no se conserva en su totalidad, presenta esquinas redondeadas, que refuerzan su carácter defensivo al dificultar su ataque. Del torreón queda un esquinazo de unos 18 metros, era de planta cuadrada y esquinas redondeadas construido en mampostería. La comunicación con otras torres o fortalezas de este sistema defensivo del Rituerto se realizaba desde la terraza que tendría en origen, mediante señales de humo u hogueras, siendo esta labor importantísima para el control de la zona y apoyo a fortalezas próximas. En época posterior (siglo XII), se construyó otra torre al sur (de fábrica cristiana), que unida al torreón mediante dos lienzos de muralla, formaba una pequeña fortaleza de planta triangular. Quizá fuera, según menciona Madoz, la segunda torre que existía en el término de Jaray, a la que atribuía un origen romano por su fábrica, y que no se ha podido localizar en ningún otro lugar del municipio. Al pie del cerro se localizan los restos de una iglesia semirrupestre mozárabe con una sola nave, que conserva en el centro de la cabecera un arco de herradura tallado en la roca. Declarada Bien de Interés Cultural en la categoría de Castillo en 1949.

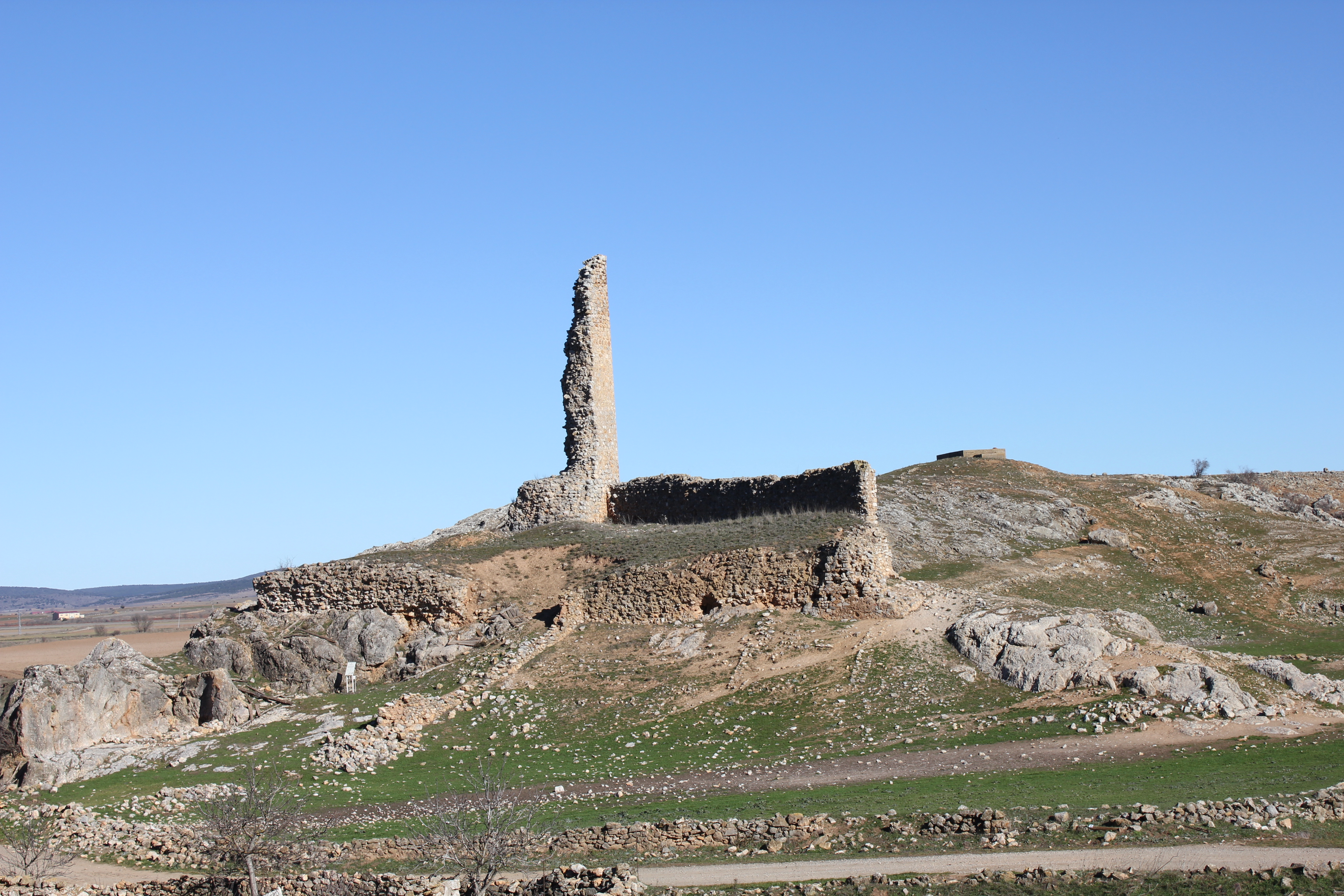
Torreón e Iglesia semirrupestre mozárabe: vista general.
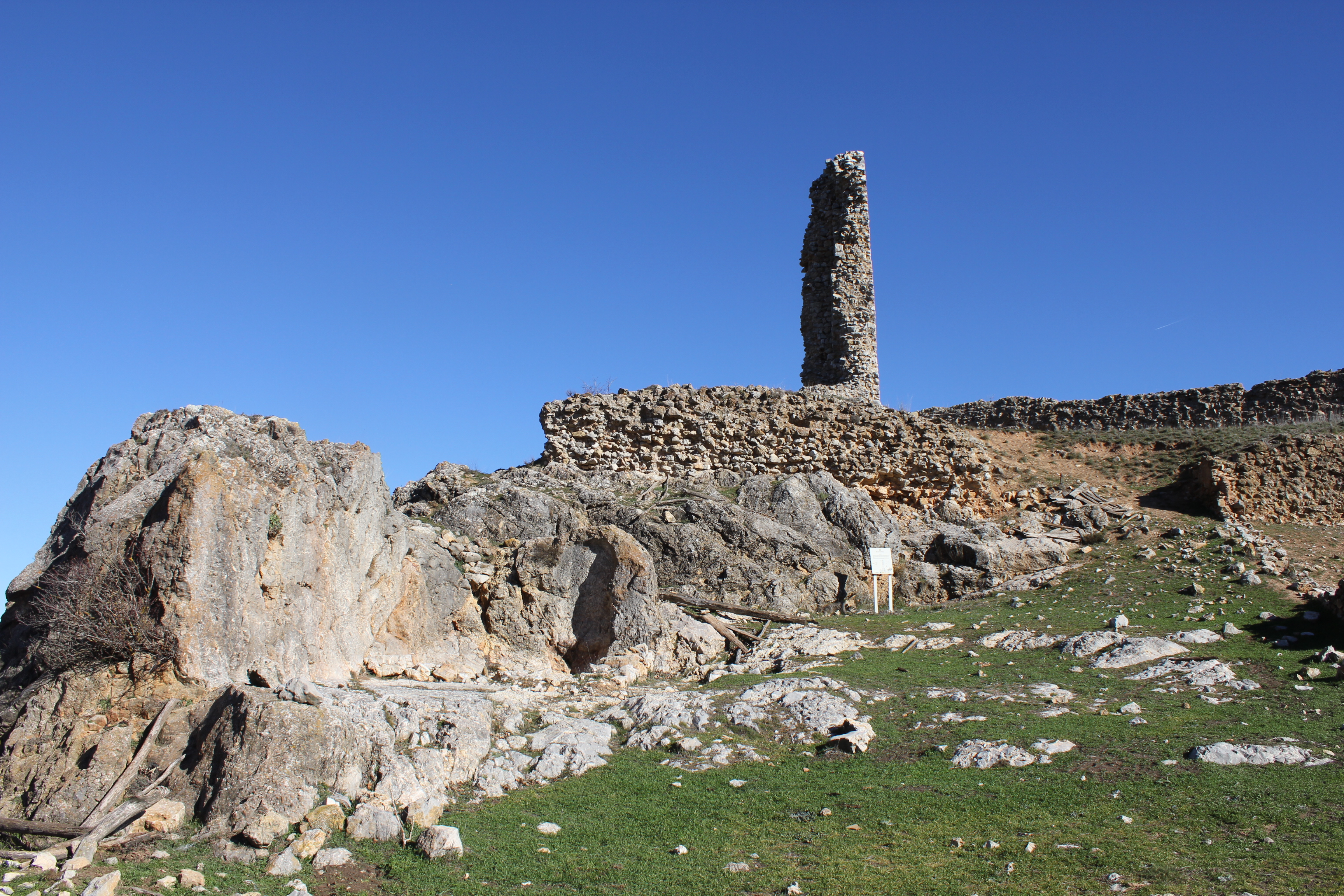
Torreón e Iglesia semirrupestre mozárabe: vista general.
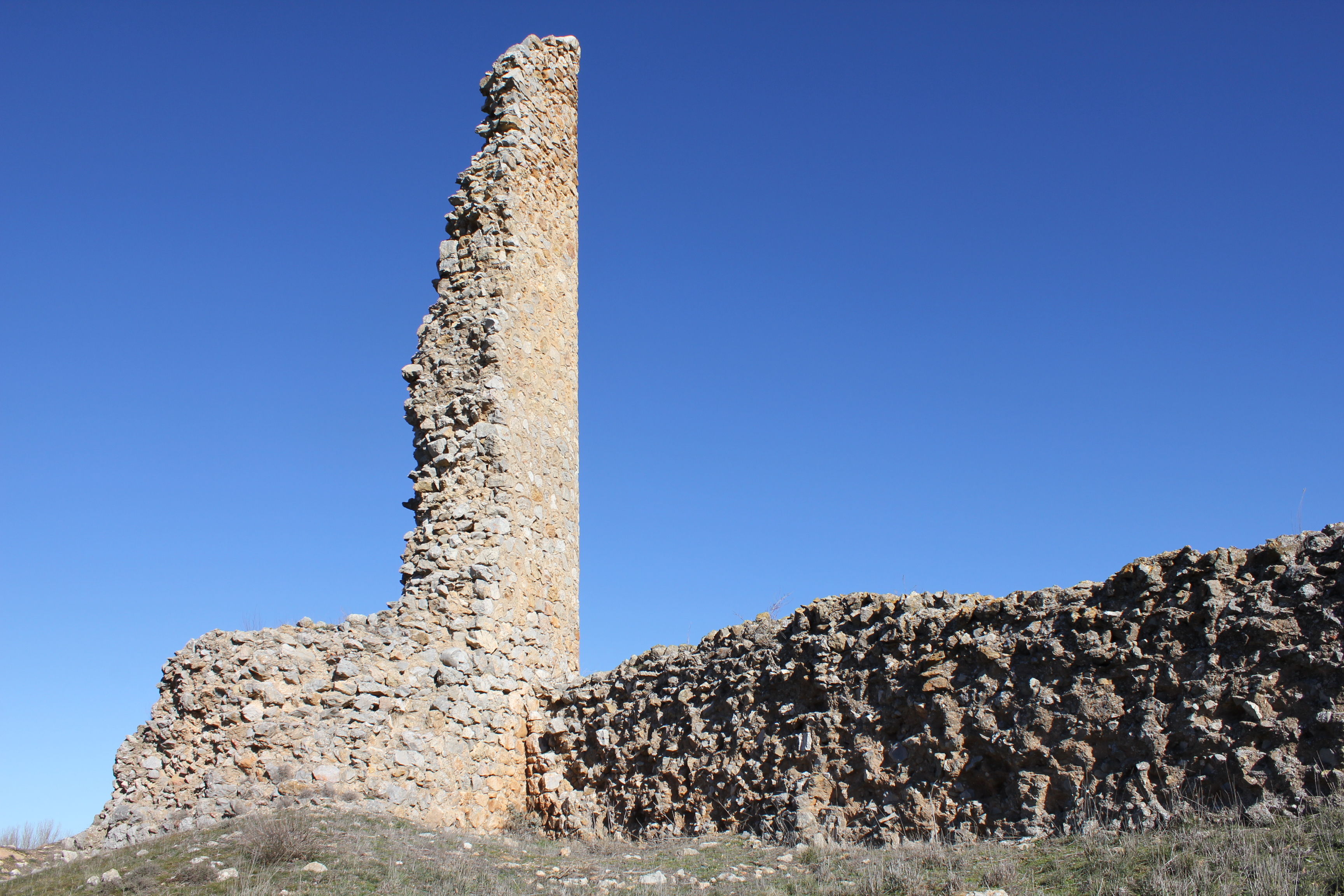
Torreón.
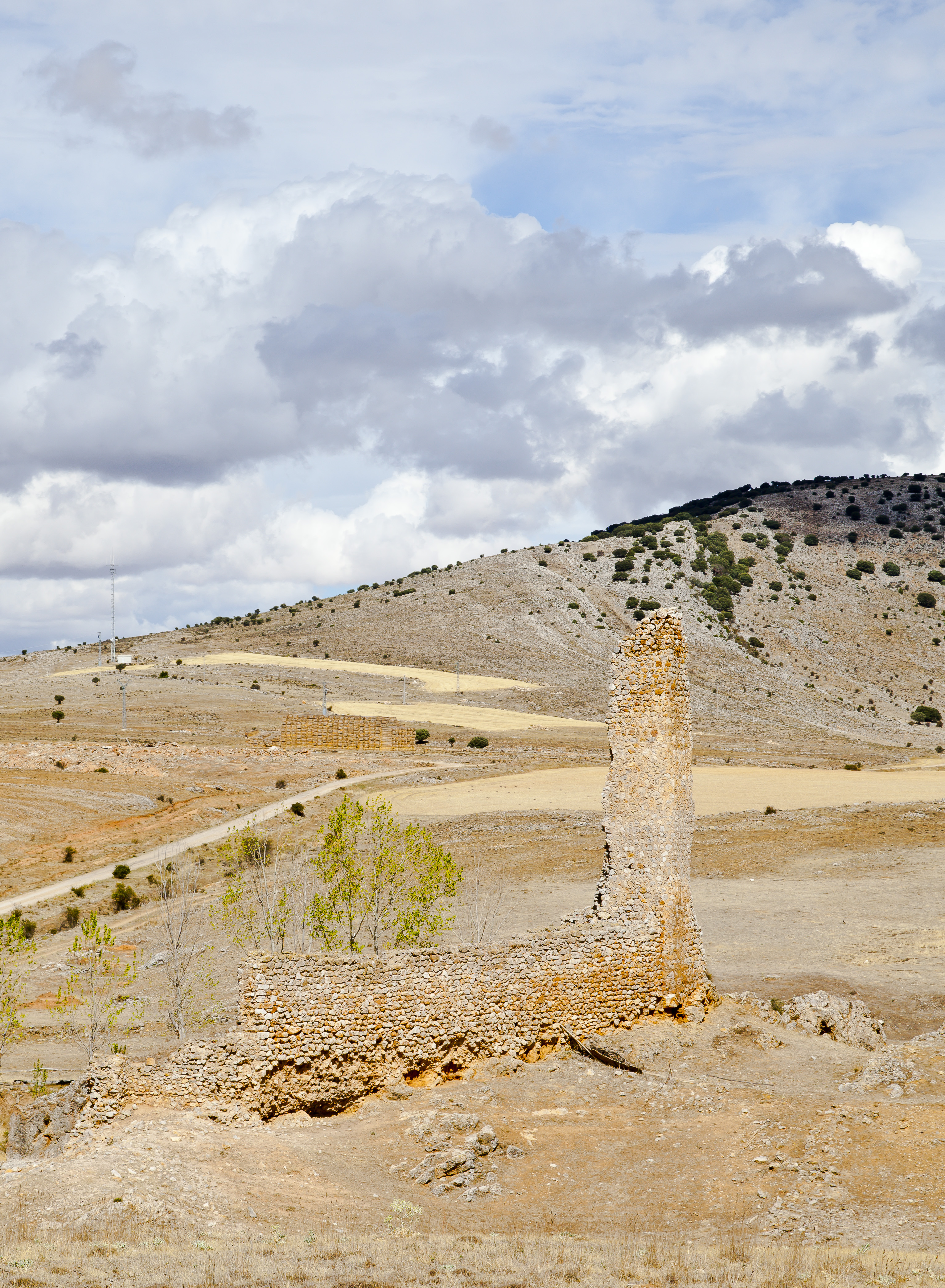
Otra vista del torreón.
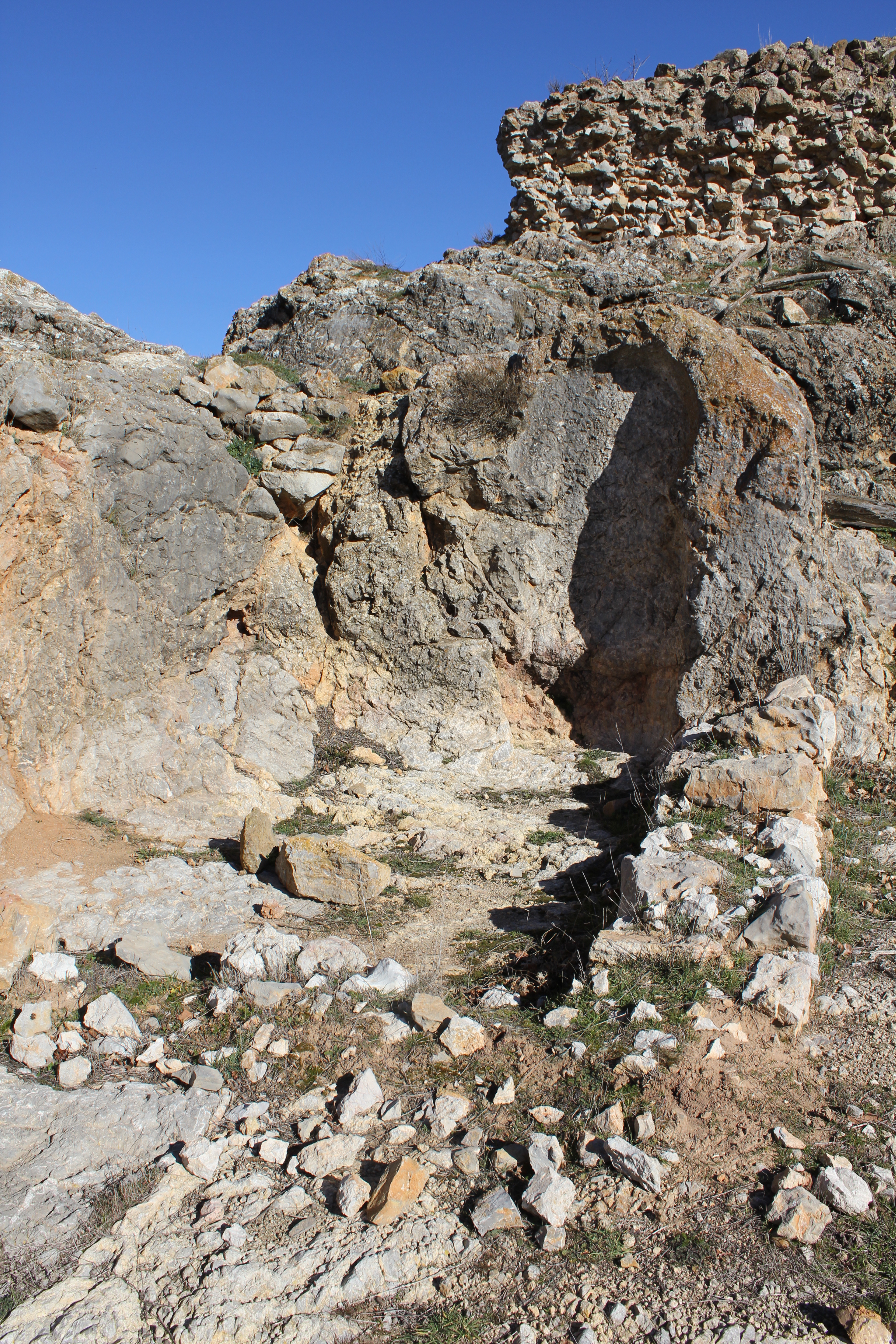
Iglesia semirupestre mozárabe.

- Iglesia parroquial de Santo Tomás Apóstol. El actual templo, de estilo gótico, debió de sustituir a uno anterior románico, del que se conserva en el interior la pila bautismal, una vaso troncocónico tallado en arenisca con doble escalinata circular, un diseño frecuente en el Campo de Gómara. Una lápida dentro de la capilla de los Morales, uno de los Doce Linajes de Soria,  señala el enterramiento de Don Velasco Morales y su esposa Sancha González de Castejón en el año 1.500. Esta lápida y el enterramiento debieron pertenecer al templo anterior, dado que la iglesia fue renovada en el siglo XVI. En el campanario existen dos campanas, llamadas Santa Bárbara (año de fundición 1.840) e Inmaculada Concepción (año de fundición 1.920).[11]

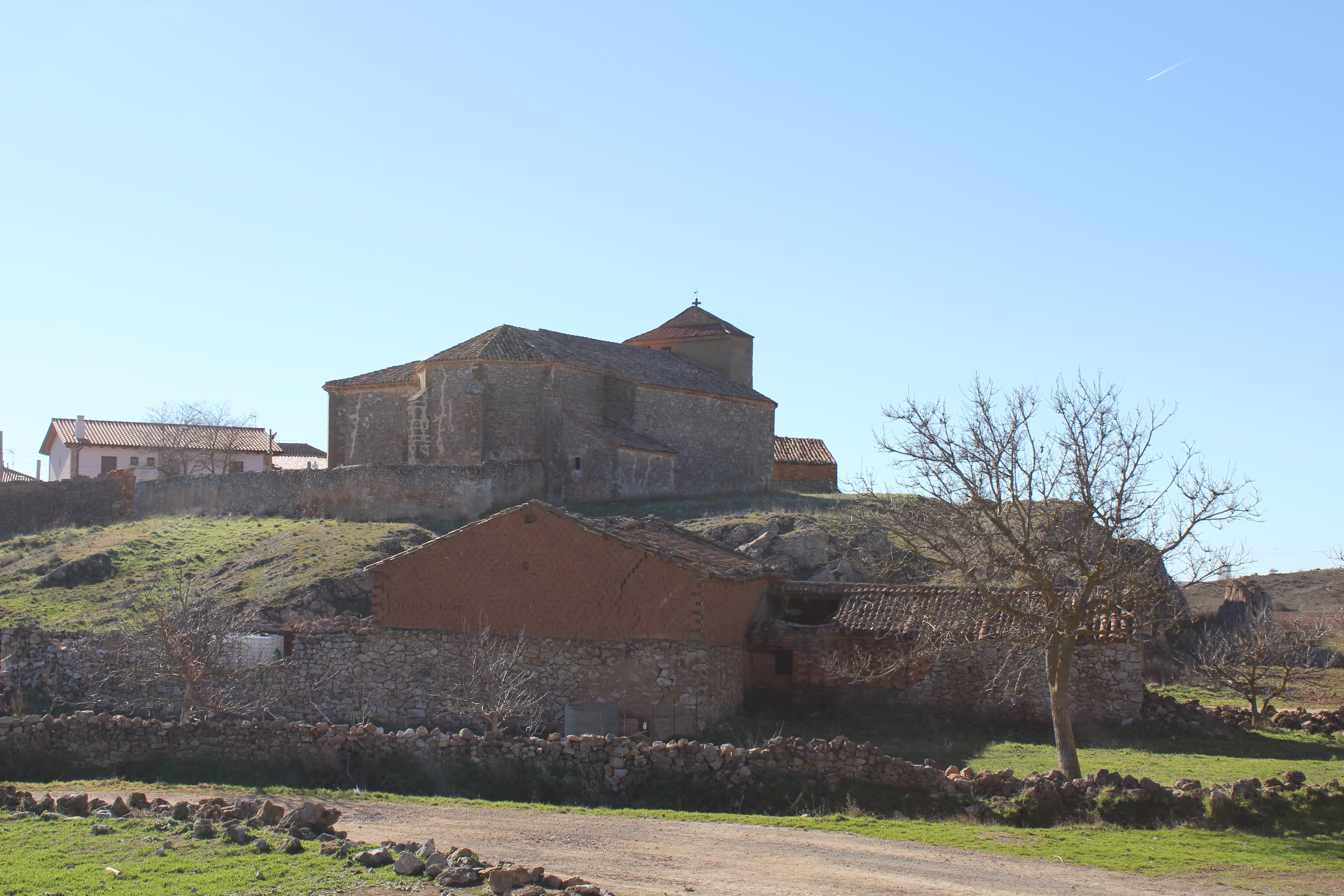
Iglesia de Santo Tomás Apóstol: vista general.
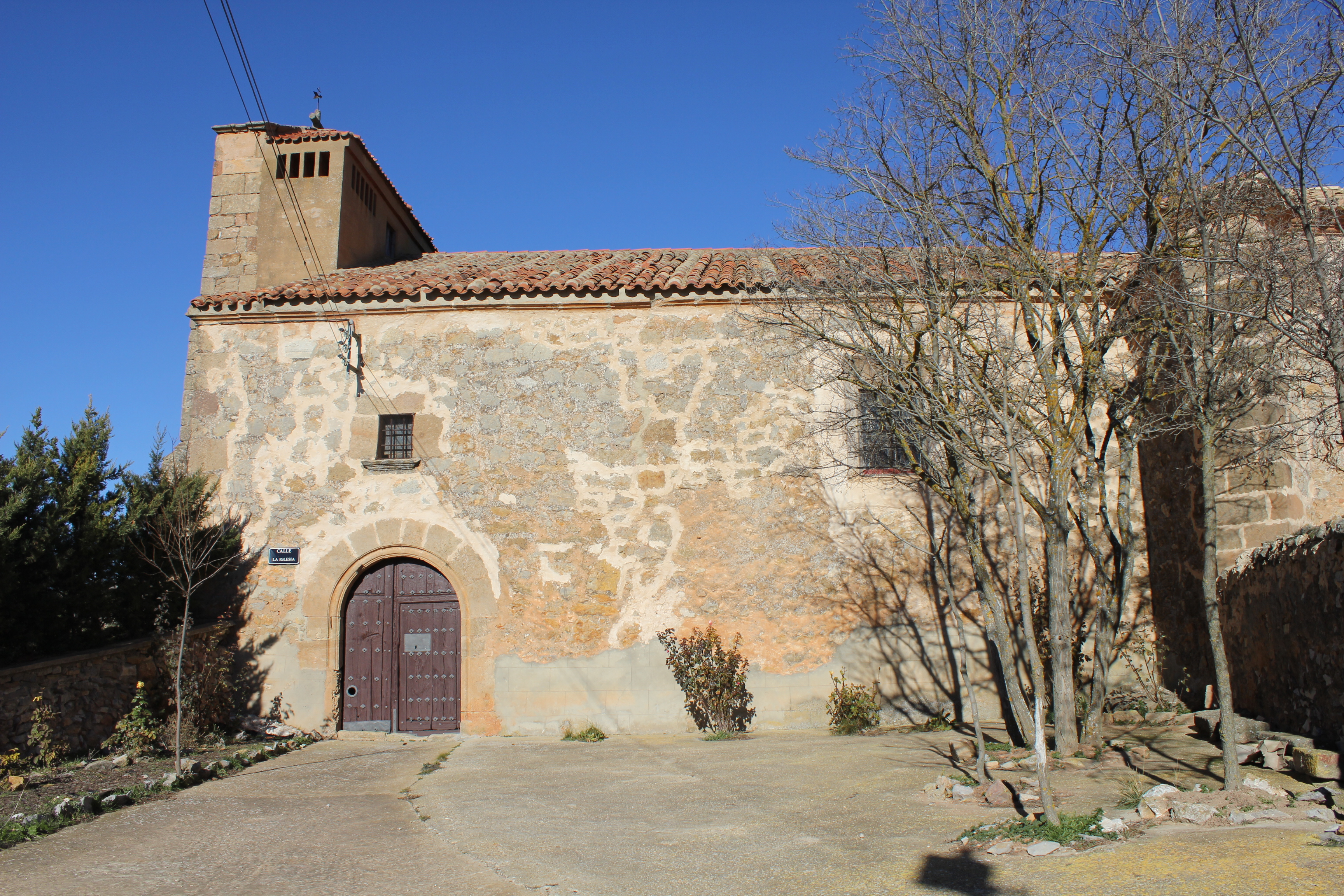
Iglesia de Santo Tomás Apóstol: fachada principal.
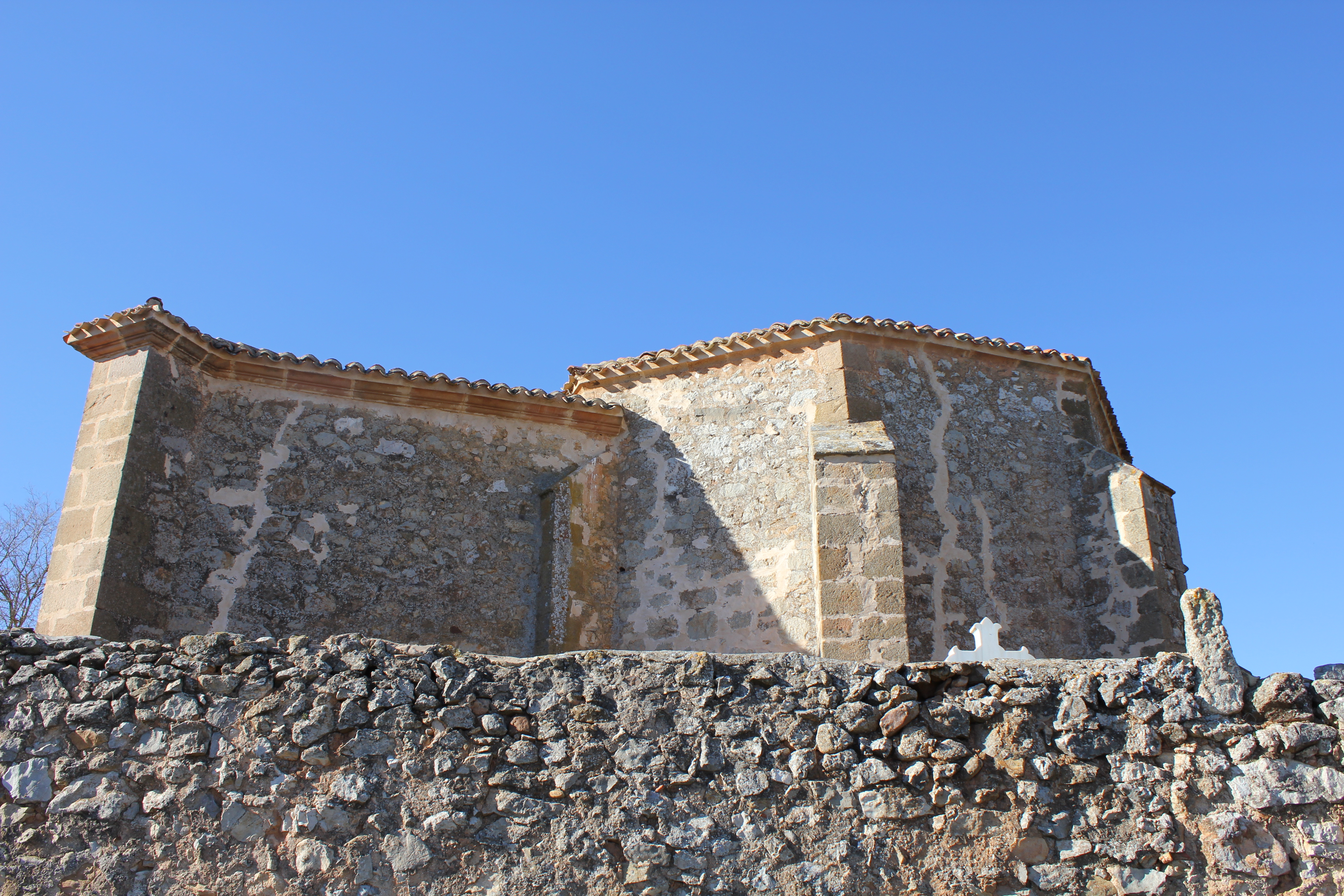
Iglesia de Santo Tomás Apóstol: exterior capilla de los Morales.
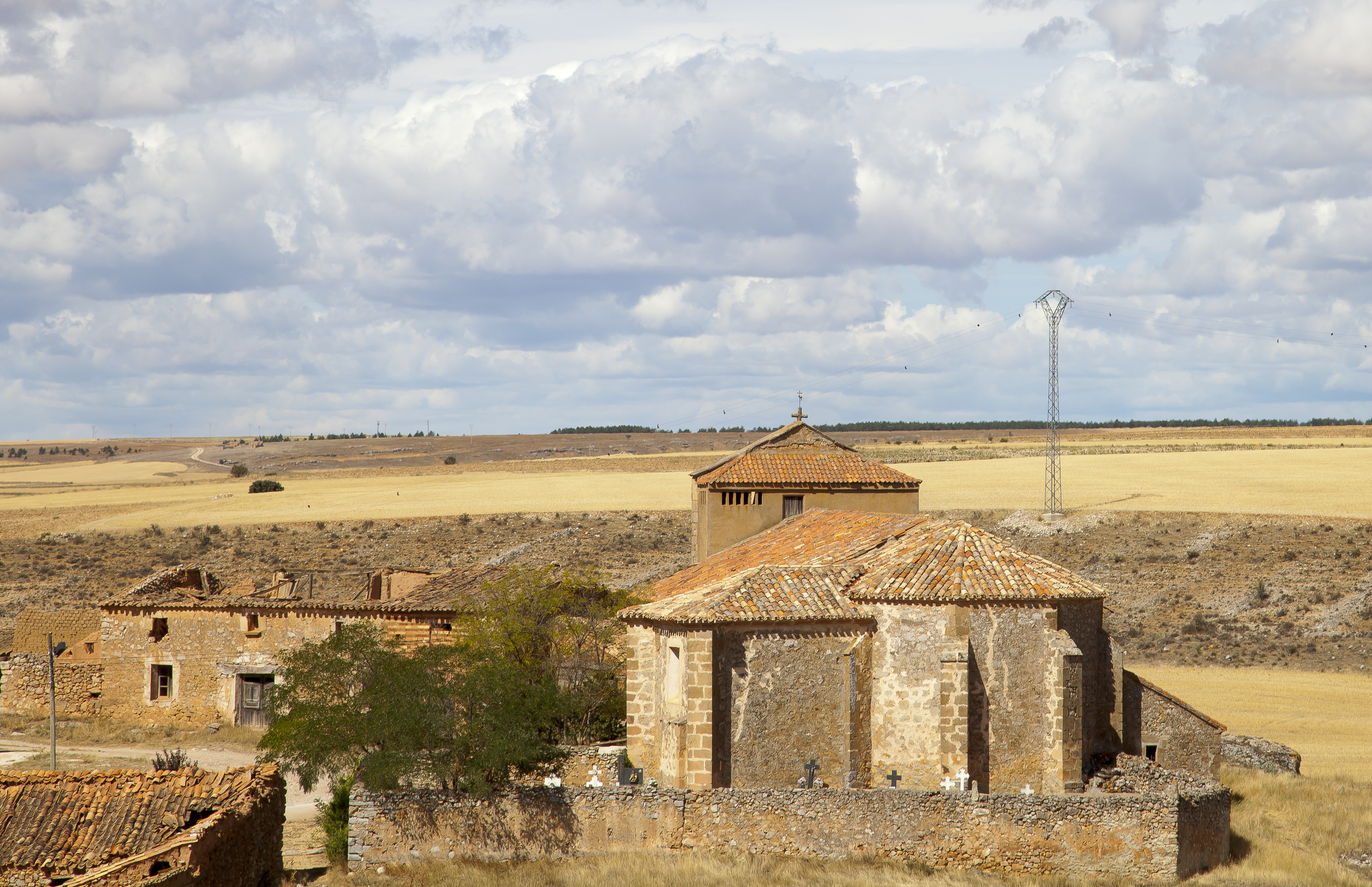
Iglesia de Santo Tomás Apóstol: vista superior.

- Fuente nueva y lavadero, en el centro de Jaray.

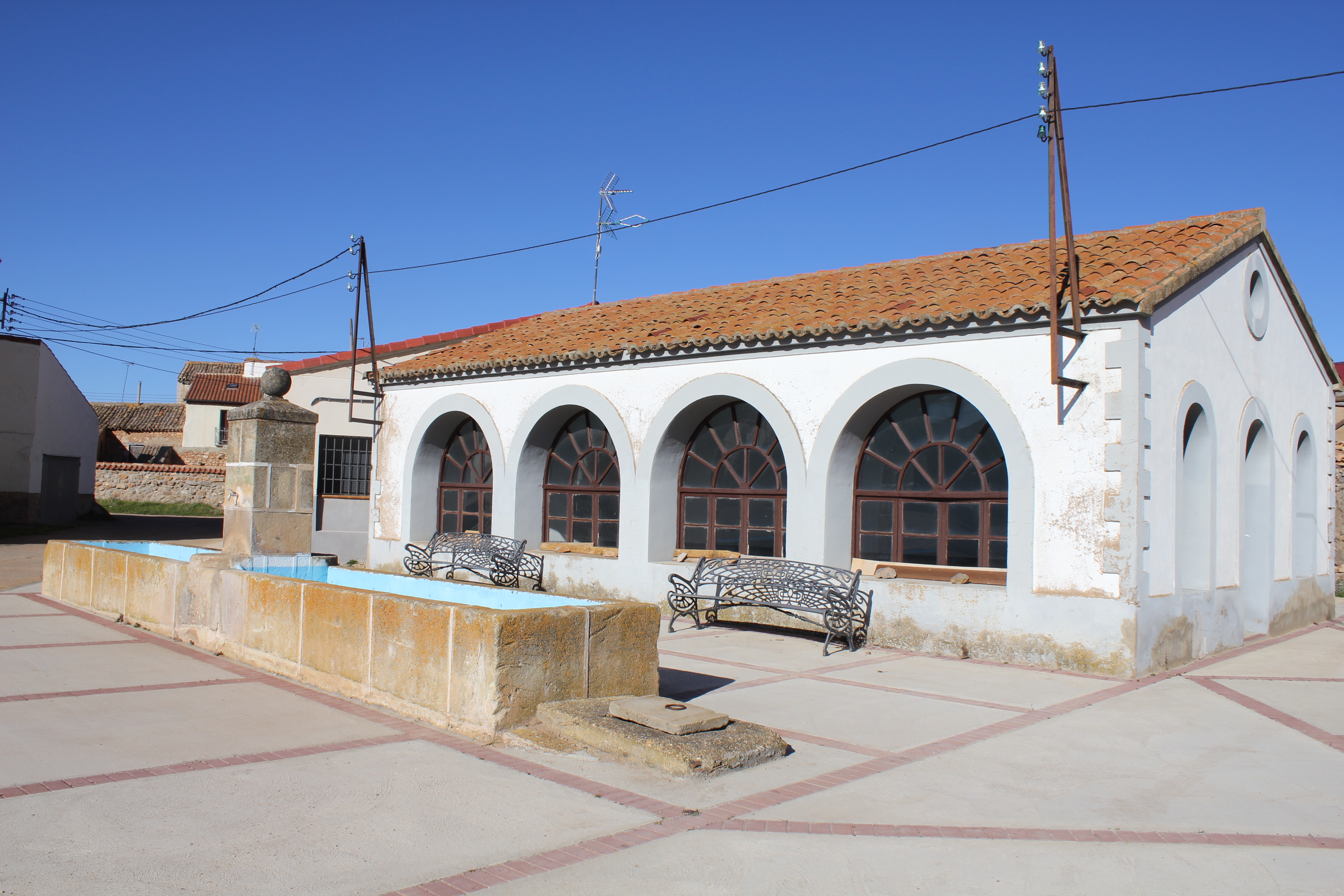
Fuente nueva y lavadero.
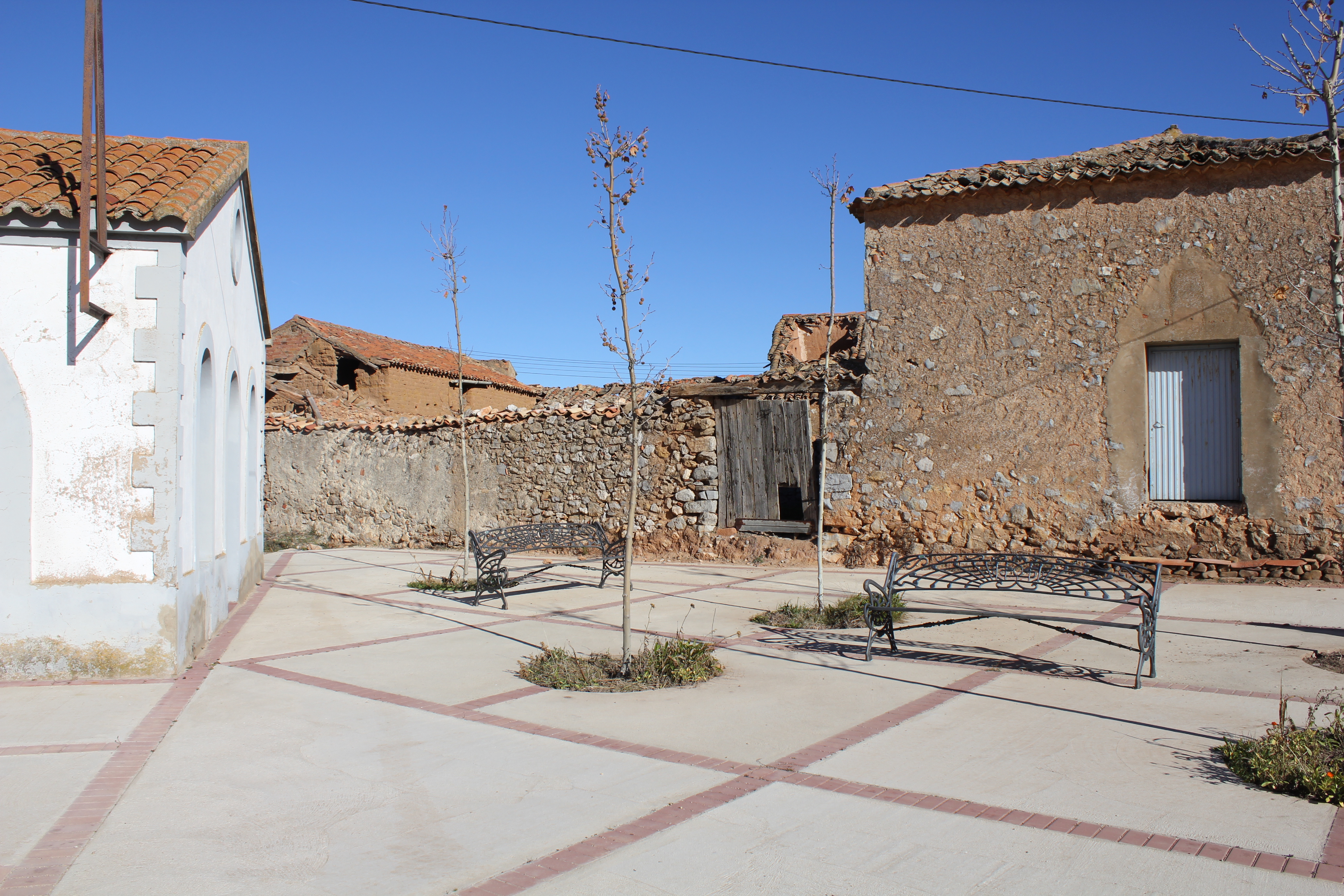
Lavadero: exterior.
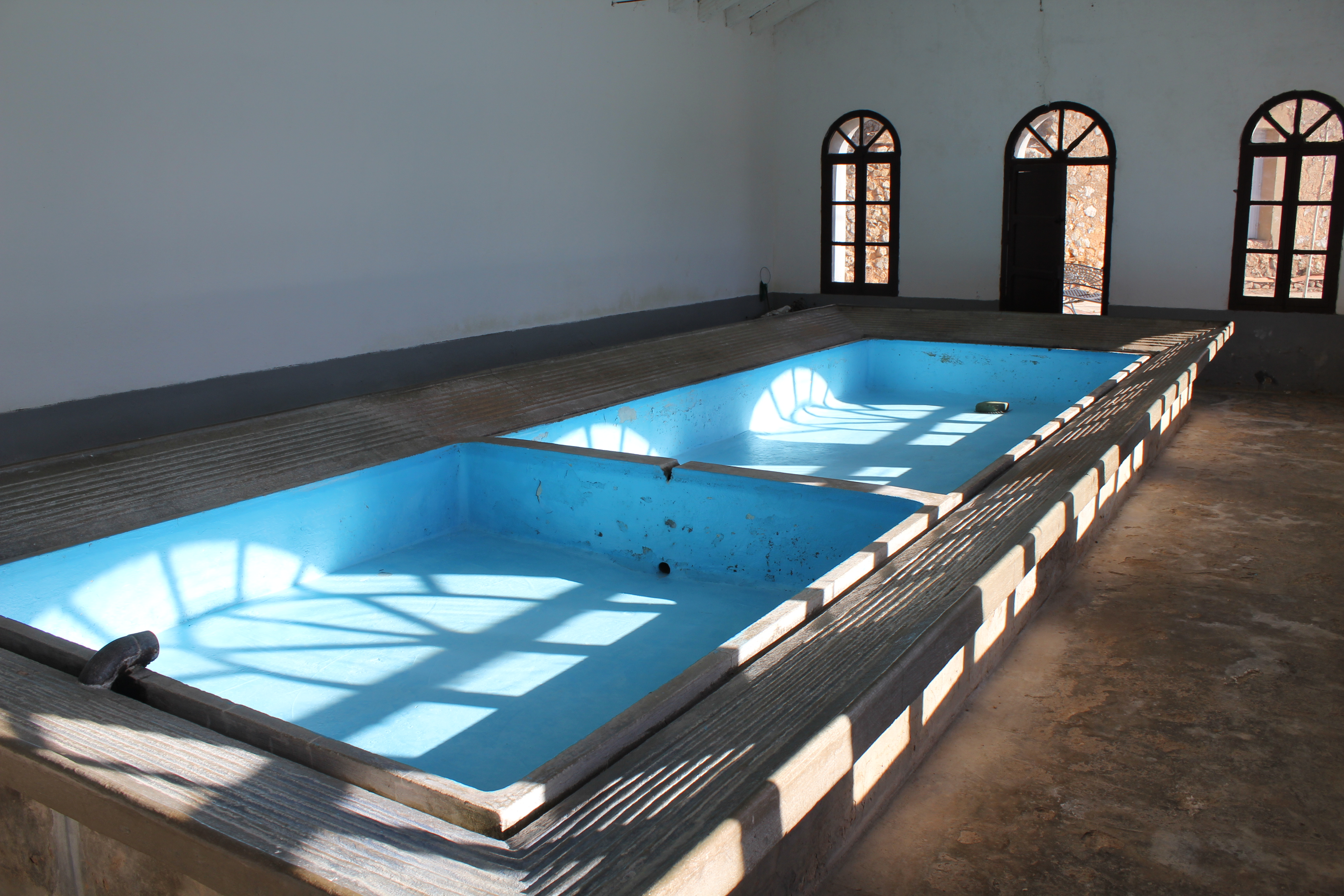
Lavadero: interior.

- Fuente Vieja, en las afueras de Jaray, que data de 1740.

## Cultura
Hace unos años se ha constituido la Asociación Cultural Fuente Vieja.

## Callejero
- Calles: Fuente, Iglesia, Molino, Paz, Real, Zaguán.
- Plazas: Real.
- Barrios: Alto.

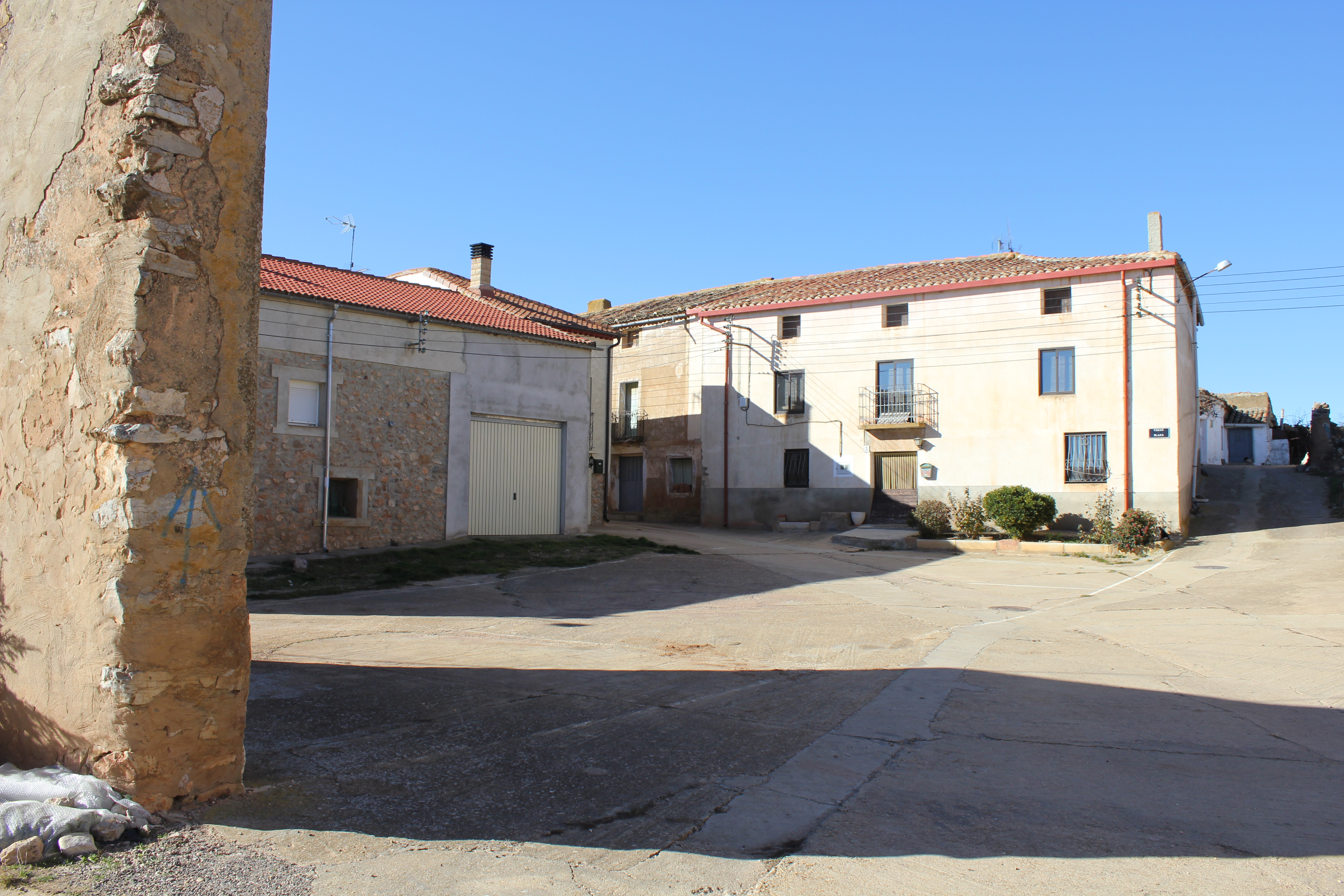
Plaza Real
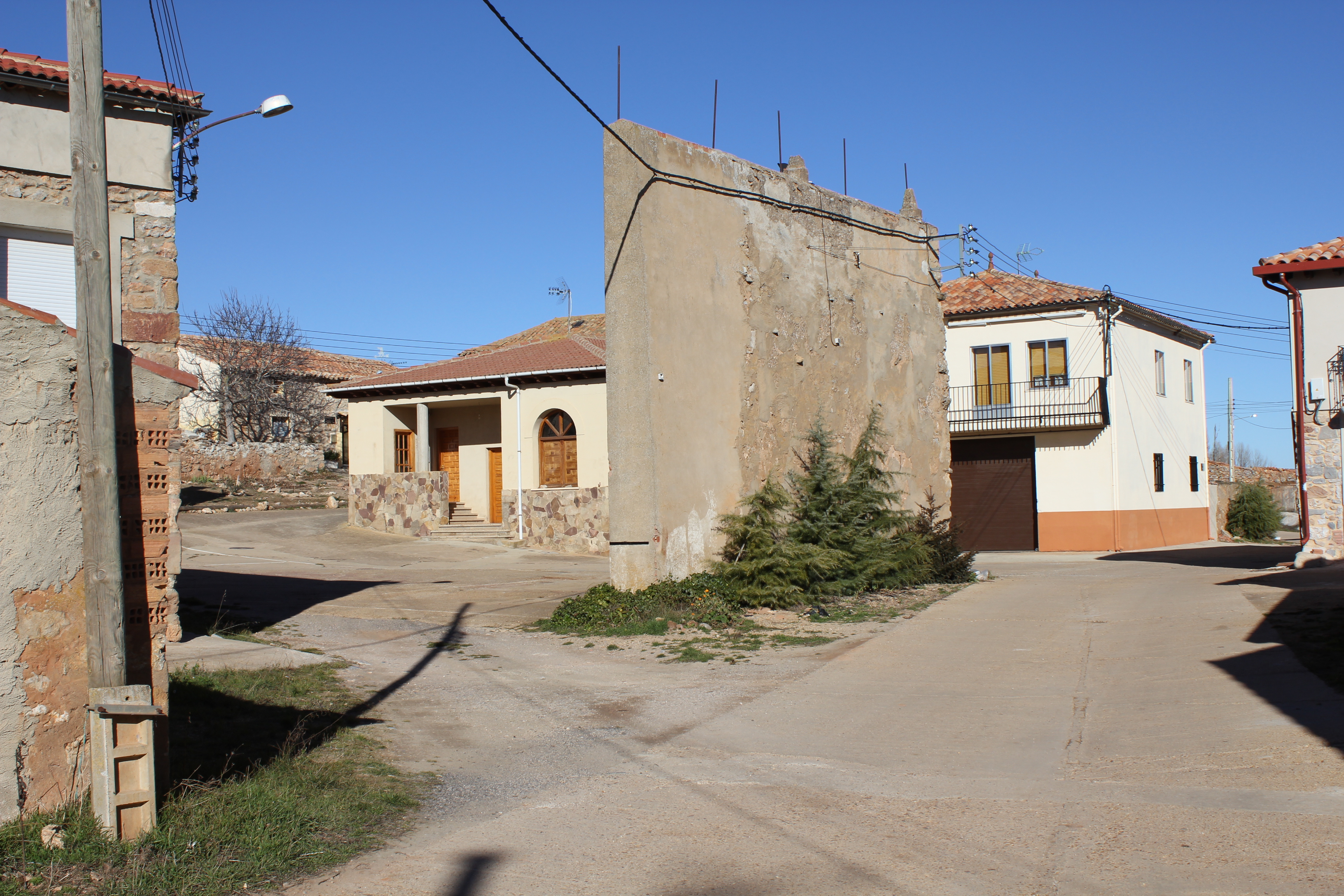
Plaza Real
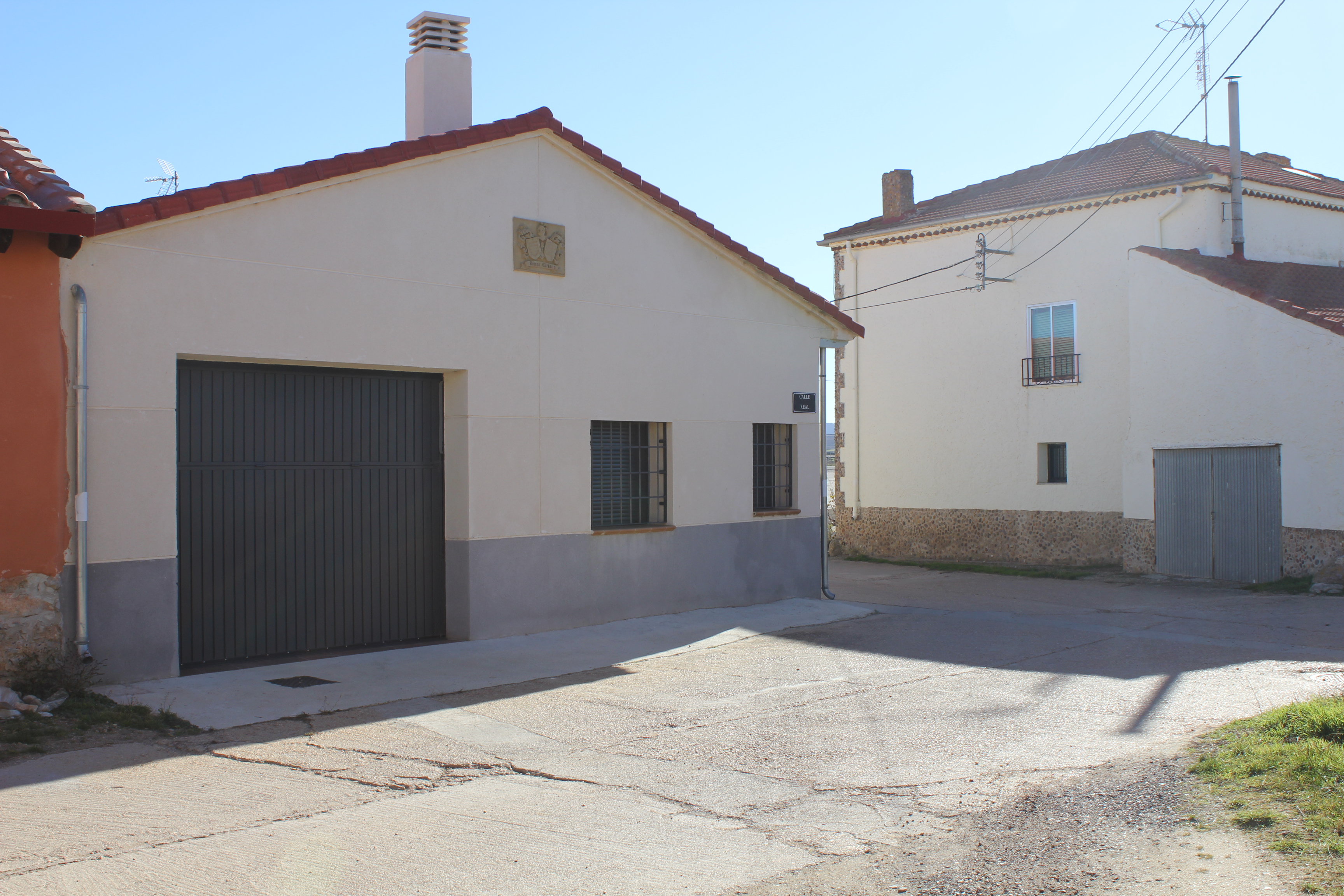
Calle de la Fuente
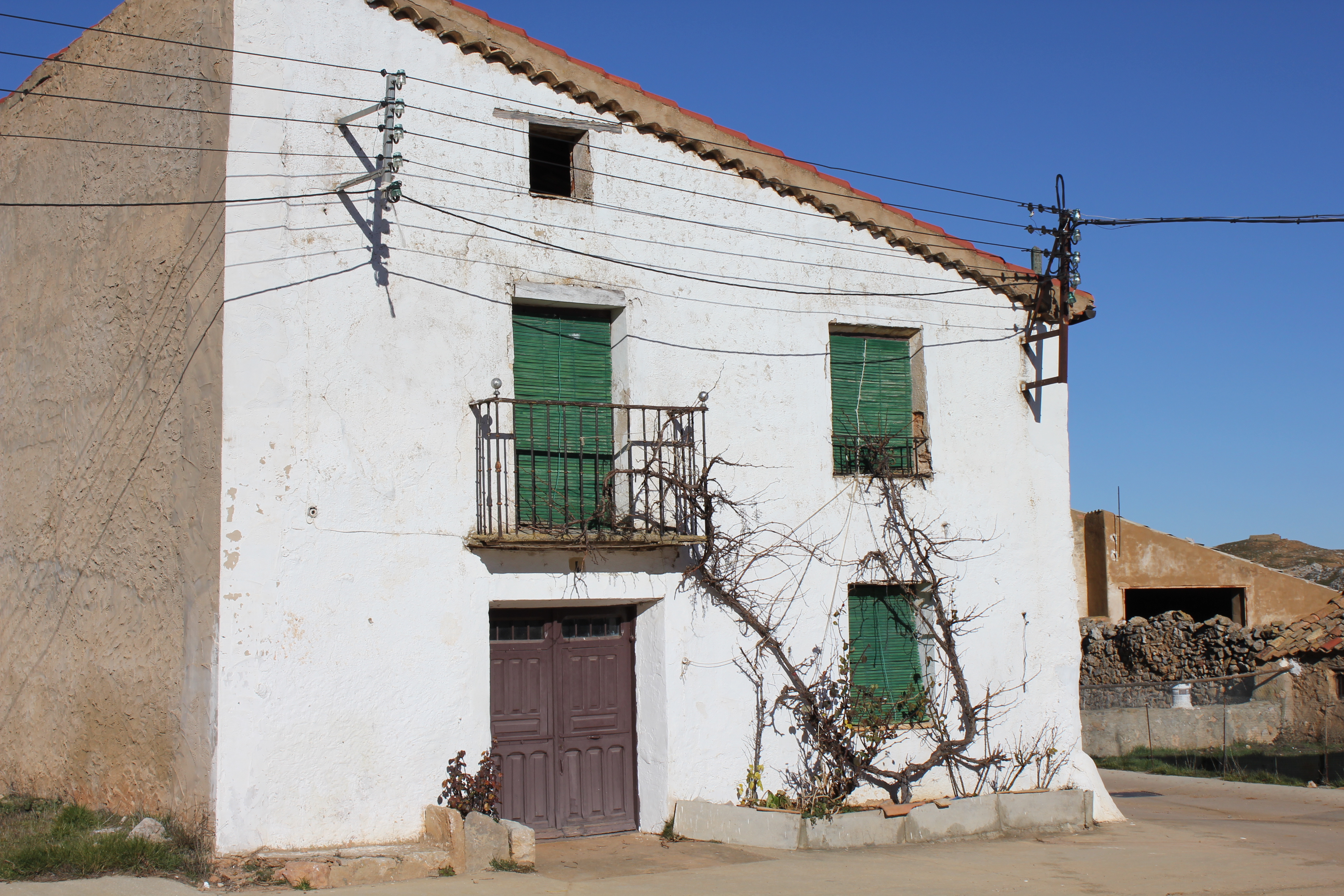
Calle de la Paz
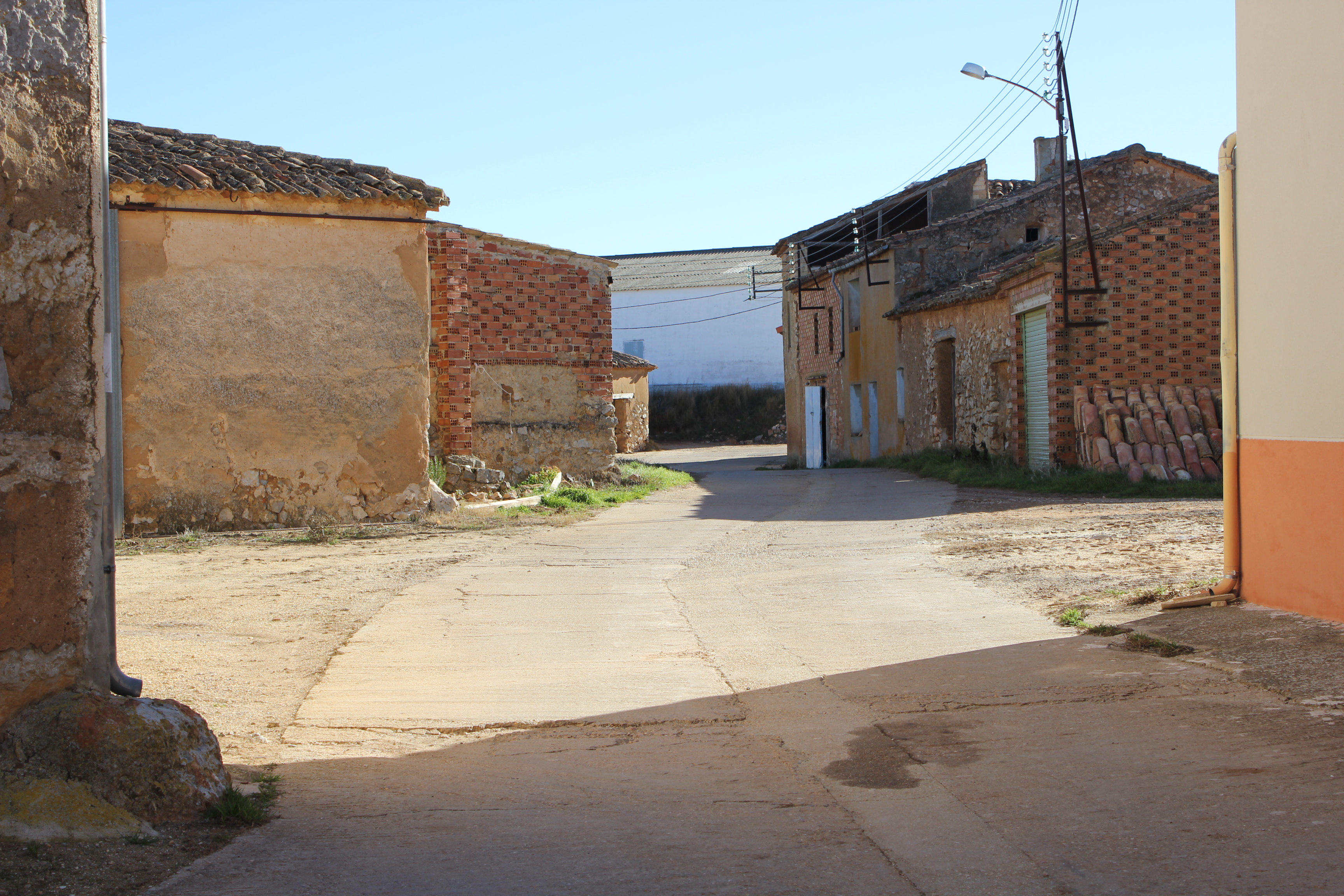
Calle de la Paz
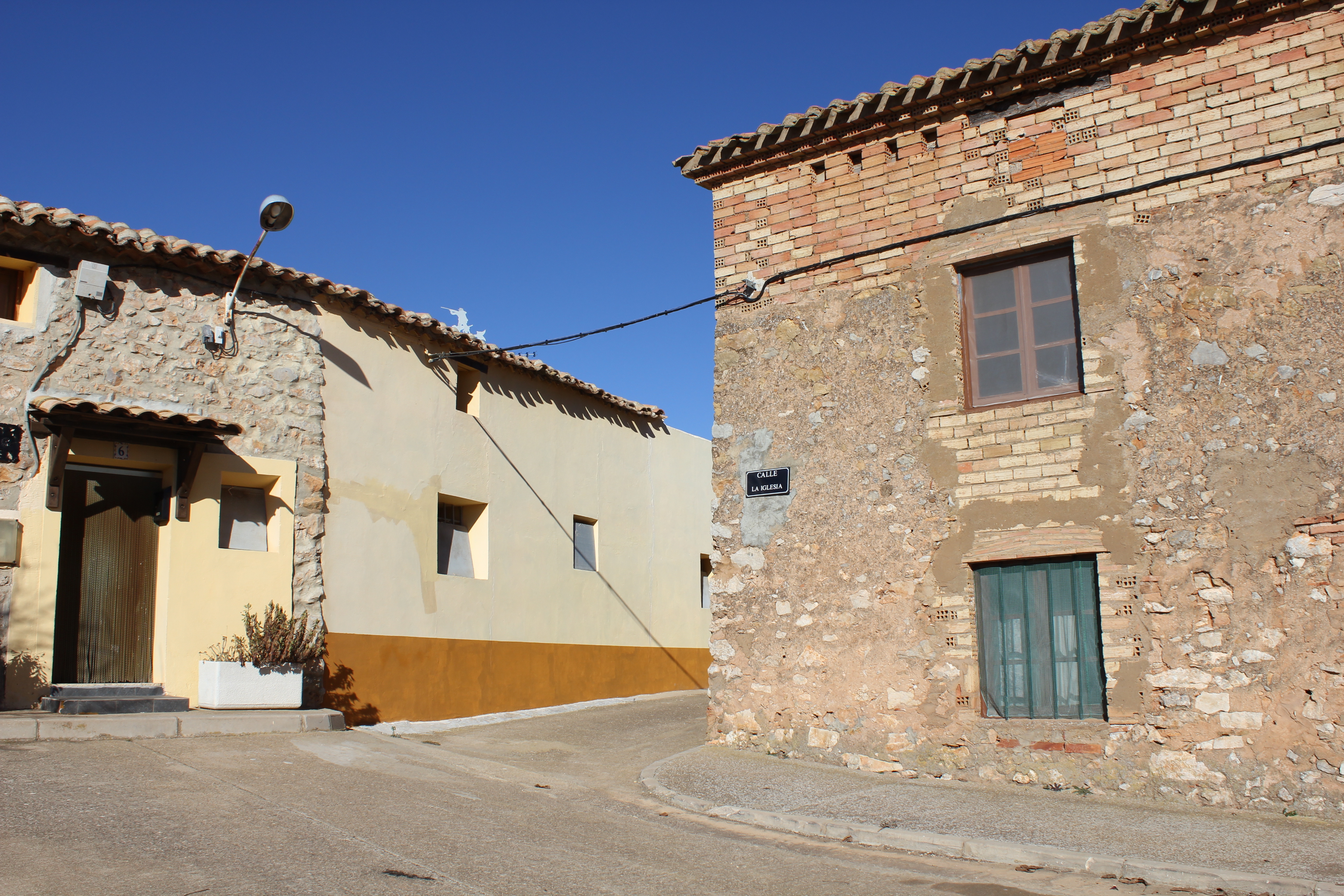
Calle de la Iglesia
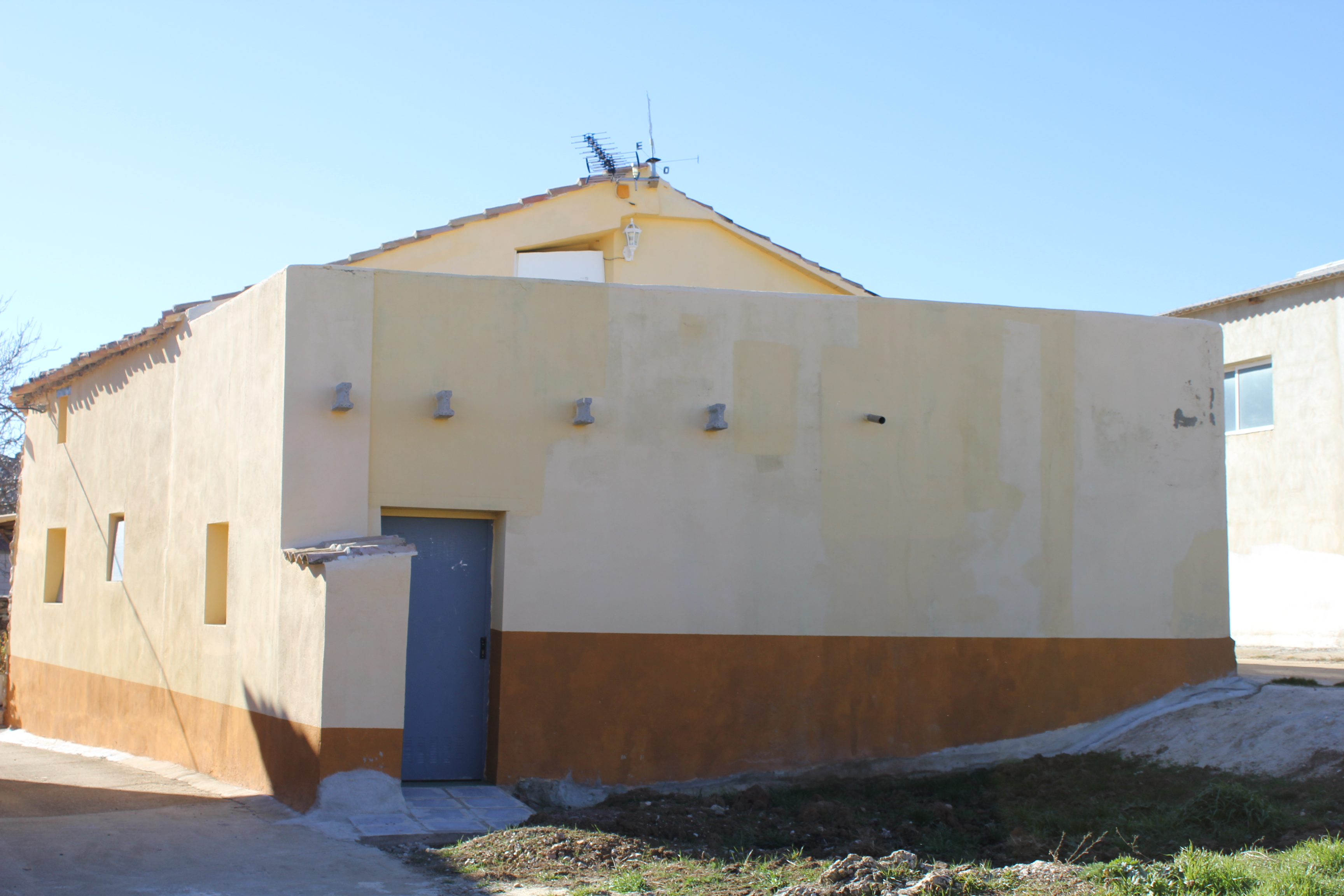
Calle de la Iglesia
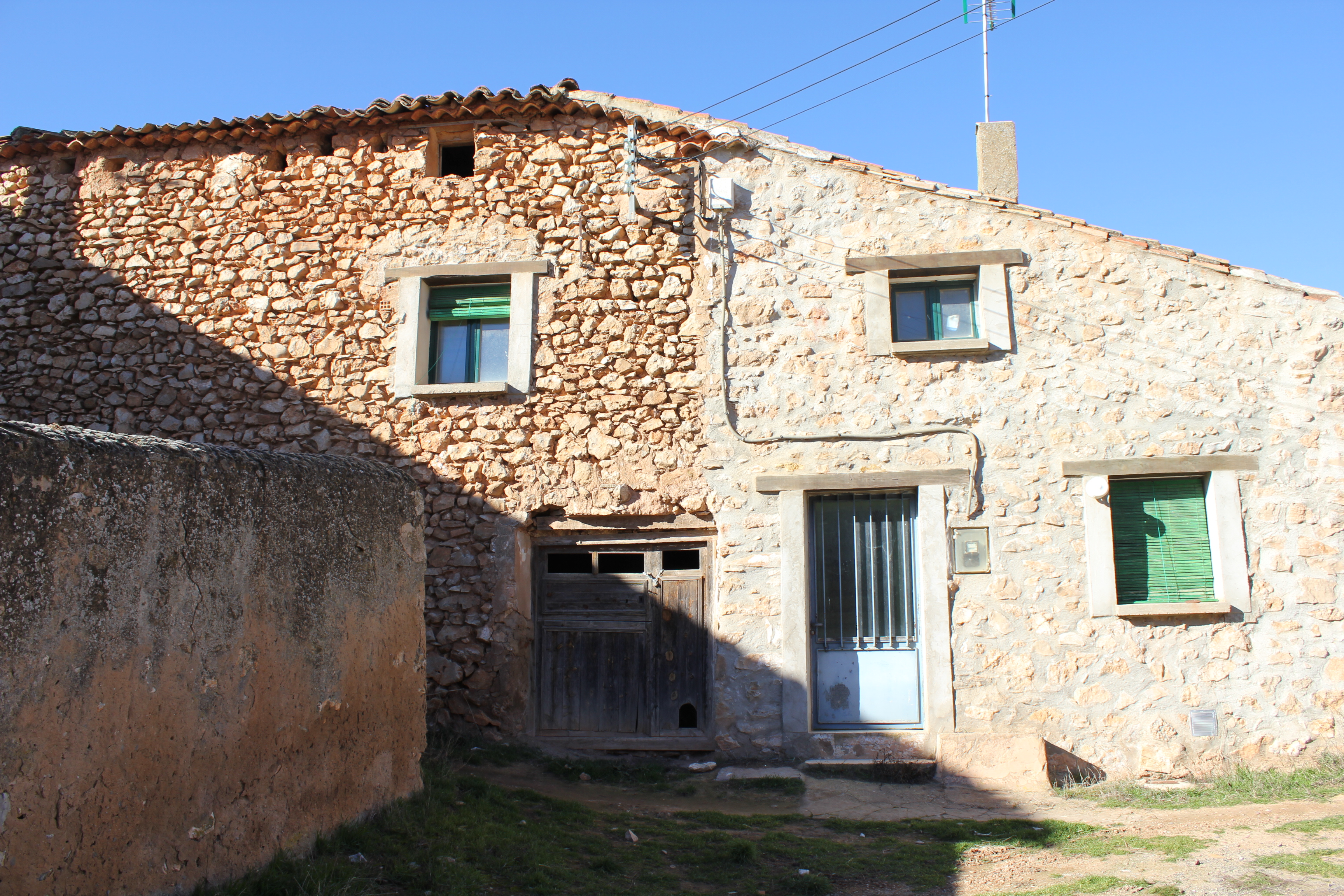
Calle de la Iglesia

## Personas notables
Naturales de la localidad de Jaray:
- Romualdo Sánchez Cabello, médico cirujano y alumno del Real Colegio de Medicina y Cirugía de San Carlos entre 1837 y 1843.